# Día del Mesías Prometido
El Día del Mesías Prometido (Urdu: مسیح موعود کا دن, Árabe: يوم المسيح الموعود) es conmemorado anualmente cada 23 de marzo por los fieles musulmanes Ahmadiyya como el día en que Mirza Ghulam Ahmad, a quien los ahmadíes consideran como el Mesías Prometido, tomó juramento de lealtad de cuarenta miembros en Ludhiana, Punjab, e inició el movimiento.

## Origen
El 23 de marzo de 1889, Mirza Ghulam Ahmad fundó la rama Ahmadía.